# Chacosteißhuhn

Verbreitungsgebiet (grün) des Chacosteißhuhns

Das Chacosteißhuhn (Nothura maculosa chacoensis) ist eine Unterart des Fleckensteißhuhns (Nothura maculosa) aus der Familie der Steißhühner (Tinamidae). Es galt eine Zeit lang als eigenständige Art, eine phylogenetische Studie aus dem Jahr 2018, kam jedoch zu dem Ergebnis, dass kein Artstatus vorliegt. Das Vorkommen erstreckt sich auf die  Gran-Chaco-Region im nordwestlichen Paraguay. 

## Merkmale
Das Chacosteißhuhn erreicht eine Größe von 23 bis 25 Zentimetern. Es ist viel heller gefärbt als die Nominatform des Fleckensteißhuhns. Der Hals ist weniger auffällig gemustert und die Unterseite ist heller und mehr ocker-lohfarben als bei anderen Unterarten des Fleckensteißhuhns.

## Lebensraum
Das Chacosteißhuhn bewohnt die trockene und halbtrockene Savanne mit Dornbusch-Dickichten sowie offenes Waldland.

## Lebensweise
Die Lebensweise ist bisher nur wenig erforscht. Das Chacosteißhuhn ist vermutlich standorttreu. Über das Verhalten bei der Nahrungssuche gibt es keine Informationen. Die Brutzeit ist im südlichen Frühjahr/Sommer zwischen September und November.

## Bestand und Gefährdung
Informationen über die Populationsgröße des Chacosteißhuhns liegen nicht vor. Von BirdLife International wird es als „nicht gefährdet“ (least concern) gelistet. Überweidung ist ein großes Problem in der Chaco-Region, da sie den natürlichen Zyklus von Bränden verhindert und somit die Ausbreitung von Holzgewächsen begünstigt. Die Umwandlung des Lebensraums in Weideland und in landwirtschaftlich genutzte Flächen könnte sich ungünstig auf die Bestände auswirken.

## Weblink
- Nothura maculosa chacoensis in der Roten Liste gefährdeter Arten der IUCN 2021.3. Eingestellt von: BirdLife International, 2019. Abgerufen am 14. Dezember 2021.